# No Creo
«No Creo» (рус. Я не верю) — четвёртый сингл колумбийской певицы Шакиры из её второго студийного альбома Dónde Están los Ladrones? (1998), выпущенный 17 февраля 1999 года. В песне Шакира выражает то, что она не верит ни в кого и ни во что, кроме истинной любви.

## Видеоклип
Видео начинается в комнате, где Шакира выпрыгивает из окна на луг, на котором присутствуют эксцентричные люди. Она царапает потолок, проходит через тёмные комнаты, массовые беспорядки, плавает через ванную комнату. Видео также присутствует в её хите «Ciega, Sordomuda», вследствие чего появились слухи о том, что сцены были сняты спина к спине с «Ciega, Sordomuda».

## Чарты
| Чарт (1999-2000)                | Высшая позиция |
| ------------------------------- | -------------- |
| США (Billboard Hot Latin Songs) | 9              |
| США (Billboard Latin Pop Songs) | 2              |